# 空間計量経済学
空間計量経済学（くうかん けいりょうけいざいがく、英: spatial econometrics）は空間分析と計量経済学の交差領域にある学問分野である。
一般的に、計量経済学は理論モデルに注力しているという点で他の統計分野とは異なっており、パラメータは回帰分析によって推定されている。空間計量経済学は、相異なる主体間の空間的な交互作用を含む理論モデルや、観測されたデータが空間的に独立でない場合について、改善・精錬されたものとなっている。空間データを対象とした統計的分析を行う分野としては地球統計学（狭義の「空間統計学」）も挙げられるが、地球統計学がデータ・ドリブンであるのに対して空間計量経済学はモデル・ドリブンであるという相違点が指摘されている。
空間計量経済学における空間的自己相関や近隣効果を融合させたモデルは空間計量経済学の手法を用いて推定することができる。これらのモデルは地域科学、不動産経済学、教育経済学などで用いられている。

## 歴史
空間計量経済学に関する初のテキストはPaelinck & Klaassen (1979)である。空間計量経済学の古典的なテキストとしてAnselin (1988)が挙げられる。

## 代表的なモデル
空間計量経済学の代表的なモデルとして、空間ラグモデルと空間誤差モデルが挙げられる。

### 空間ラグモデル
空間ラグモデル（英: spatial lag model、略称: SLM）。行列・ベクトル表記では
{\displaystyle \mathbf {y} =\rho \mathbf {W} \mathbf {y} +\mathbf {X} {\boldsymbol {\beta }}+{\boldsymbol {\varepsilon }}}
と表現される。ここで、応答変数 {\displaystyle \mathbf {y} }、説明変数 {\displaystyle \mathbf {X} }、説明変数の係数パラメータ {\displaystyle {\boldsymbol {\beta }}}、空間重み行列 {\displaystyle \mathbf {W} }、空間パラメータ {\displaystyle \rho }、i.i.d.誤差 {\displaystyle {\boldsymbol {\varepsilon }}} である。

### 空間誤差モデル
空間誤差モデル（英: spatial error model、略称: SEM）は回帰モデルにおける誤差項同士の空間的な自己相関をモデル化しようとするものである。代表的なSEMは空間自己回帰型の誤差項 {\displaystyle \mathbf {u} } を持つモデルで、
{\displaystyle \mathbf {y} =\mathbf {X} {\boldsymbol {\beta }}+\mathbf {u} ,\quad \mathbf {u} =\lambda \mathbf {W} \mathbf {u} +{\boldsymbol {\varepsilon }}}
と表現される。ここで {\displaystyle \lambda } は空間パラメータである。